# Kras
Krás (italijansko carso, nemško in angleško karst) je geološko gledano del zemeljske skorje, katerega značilnosti pogojuje kemično delovanje vode na relativno dobro topne karbonatne kamnine. Je torej ozemlje, kjer zaradi poklinske prepustnosti kamnin prevladuje podzemeljsko pretakanje vode in raztapljanje kamnin in kjer so lahko razvite značilne površinske in podzemeljske oblike.
Je kamnito ozemlje, kjer vpliv naravne vode na apnenec ustvarja različne površinske oblike, jame in značilna podzemeljska pretakanja.
Beseda izhaja iz starega ljudskega izraza za kamen in je prvotno pomenila kamnito pokrajino. Iz tega naziva se je razvilo lastno ime Kras za vse območje, ki se razteza med Tržaškim zalivom in Vipavsko dolino ter med Soško dolino in Brkini.
Geološki pojavi na tem ozemlju so tako značilni, da se je povsod v Evropi oprijel izraz »kraški pojavi« in nato enostavno »kras« za vsa poznejša odkritja podobnih ozemelj. Ko so bili drugod po svetu opaženi podobni fenomeni, so bili opisani kot tamkajšnji primeri krasa in v preteklem stoletju se je ime dokončno uveljavilo v vsej strokovni literaturi. Vendar ni bilo mogoče uveljaviti besede »kras« kot mednarodni znanstveni izraz, ker so tuji raziskovalci že uporabljali svoje prevode besede, predvsem Italijani (carso) in Nemci (Karst), katerih znanstvena literatura je zbudila pozornost povsod po svetu. Veda, ki proučuje kras, se imenuje krasoslovje.

## Etimologija
V skladu s prevladujočo razlago, izraz izhaja iz nemškega imena za območja Kras, to je apnenčasta planota, ki obkroža mesto Trst v severnem Jadranu (danes je v Sloveniji na meji z Italijo, v 19. stoletju del avstrijskega primorja). Znanstveniki se strinjajo, da je nemška beseda (ki ne kaže metatezo) sposojena iz slovenščine. Slovenski samostalnik kras je bil prvič izpričan v 18. stoletju, pridevnik kraški pa v 16. stoletju. Kot samostalnik je bila slovenska oblika Grast prvič potrjena leta 1177 , in se je nanašala na kraško planoto - območje v Sloveniji, ki deloma sega v Italijo, kjer so bile opravljene prve raziskave krasa. Slovenska beseda je nastala skozi metateze od rekonstruirane oblike *korsъ, sposojene iz dalmatinske romanščine carsus. Končno, beseda je sredozemskega izvora, verjamejo, da izhaja iz neke romanizirane ilirske osnove. Nekateri predlagajo, da beseda izhaja iz proto-indo-evropskega korena karra- "kamen". Ime se lahko priključi tudi na oronim Kar(u)sádios oros, ki ga je navajal že Ptolemaj in morda tudi latinsko Carusardius.

## Izrazi povezani s kraškimi pojavi
Navedeni izrazi veljajo po vsem strokovnem svetu:
- Abîme, vertikalni jašek v krasu, ki je lahko zelo globok in se običajno odpre v mrežo podzemnih prehodov
- Cenotes, globoka vrtača, značilnost Mehike, ki je posledica propada stropa jame iz apnenca, ki je bil izpostavljen podtalnici
- Fojba, obrnjen lijakast ponor
- Turlough (turlach), presihajoče jezero značilno za Irski kras
- Uvala, je skledasta kotanja, večja od vrtače in manjša od kraškega polja
- Škraplja, podolgovat žleb na neporaslih površinah trdega apnenca, ki spominja na umeten tlak
- Polje - kraško polje, večja kotanja na kraškem svetu, ki ima pretežno ravno dno, po katerem poteka kraški vodni vir. Ime polje je slovenska beseda in pomeni polje.
- Dolina, prav tako ponor ali vrtača, je zaprta depresija za odvajanje vode v podzemnih kraških območjih. Ime doline prihaja od doline, slovenske besede, ki pomeni dolino.

## Nastanek krasa
Razvoj krasa se pojavi vsakič, ko kisla voda začne raztapljati površino kamnin skozi razpoke ali lezike. Ko se površina (kot apnenec ali dolomit) še naprej členi, razpoke postajajo večje. Sčasoma bodo ti zlomi postali širši in na koncu lahko nastane neke vrste drenažni sistem pod površino. Če ta podzemni drenažni sistem napreduje, bo to pospešilo razvoj kraških pojavov. Ta funkcija povečanja stopnje razvoja krasa nastane zaradi dejstva, da bo voda lažje tekla skozi območje.
Proces, ki ustvarja za kras tipične reliefne oblike, se imenuje kemična erozija ali korozija.
Ogljikova kislina nastane ko dež skozi atmosfero sesa ogljikov dioksid (CO2), ki se raztopi v vodi. Ko dež doseže tla in gre skozi tla, lahko zagotovi veliko več CO2 in dobimo raztopino šibke ogljikove kisline, ki raztaplja kalcijev karbonat. Intenzivnost raztapljanja apnenca je odvisna od čistosti in razpokanosti kamnine ter od količine CO2, ki ga voda nabere iz zraka, največ pa v prsti.
Primarno reakcijsko zaporedje pri raztapljanju apnenca je naslednje:
H2O + CO2 → H2CO3
CaCO3 → Ca2+ + CO32−
CO32− + H2CO3 → 2 HCO3−
CaCO3 + H2CO3 → Ca2+ + 2 HCO3−
V posebnih in zelo redkih primerih, kot so se pojavljali v preteklosti v jami Lechuguilla v Novi Mehiki (in v zadnjem času v jami Frasassi v Italiji), lahko igrajo vlogo tudi drugi mehanizmi. Oksidacija sulfidov, ki vodi do tvorbe žveplove kisline je lahko tudi eden od dejavnikov korozije v kraških formacijah. S kisikom (O2) bogate površinske vode pronicajo v globoke anoksične kraške sisteme, reagirajo s sulfidom, prisotnem v sistemu (pirita ali H2S), da se tvori žveplova kislina (H2SO4). Žveplova kislina nato reagira s kalcijevim karbonatom, kar povzroča povečano erozijo v apnencu. Ta verižna reakcija je:
H2S + 2 O2 → H2SO4 (sulfidna oksidacija)
H2SO4 + 2 H2O → SO42− + 2 H3O+ (disociacija žveplove kisline)
CaCO3 + 2 H3O+ → Ca2+ + H2CO3 + 2 H2O (raztapljanje kalcijevega karbonata)
CaCO3 + H2SO4 → CaSO4 + H2CO3 (globalna reakcija, ki vodi do kalcijevega sulfata)
CaSO4 + 2 H2O  → CaSO4 • 2 H2O (hidracija in tvorba sadre)
Ta reakcija ustvarja sadro.
Tržačan Carlo D'Ambrosi, eden največjih poznavalcev krasa, je že v 1960-ih postavil teorijo o razvoju krasa, ki je danes splošno sprejeta. Na Tržaškem ji pravijo »teorija o žogi za ragbi« ali o »zakopani žogi«. Zaradi približno ovalne (jajčaste) oblike Klasičnega krasa, ga D'Ambrosi primerja z žogo, ki se zaradi tektonskega premikanja še vedno počasi dviga med dvema sinklinalama (Vipavsko dolino in Tržaškim zalivom). Kraška dejavnost pa sproti razjeda kamen in voda »spira« površino ozemlja iz Volniških brd, koder poteka današnja državna meja, navzdol. Drobir, ki pri tem nastaja, počasi leze po obli površini do vznožja Kraške planote, kjer nastaja fliš. Tako se imenuje teren, ki bi ga s skromno razlago lahko primerjali neki vrsti debelega grušča, ki obdaja ves Kras.

## Morfologija
Zakrasevanje pokrajine lahko povzroči različne večje ali manjše spremembe na površini in v tleh. Na izpostavljenih površinah nastanejo brazde, žlebiči in škraplje. Srednje velike površinske značilnosti so lahko požiralniki ali cenotes (zaprti bazeni), vertikalni jaški, fojbe (obrnjeni lijakaste vrtače), ponikalnice in bruhajoči izviri. Obsežne značilnosti so lahko apnenčasti tlaki, polja in kraške doline ali vrtače in uvale. Izoblikovane kraške pokrajine, kjer je bila večja površina odstranjena kot je ostala, lahko povzroči kraške stolpe ali osamelce. Pod površjem lahko nastanejo kompleksni podzemni drenažni sistemi (kot so kraški vodonosniki),  obsežni jamski sistemi in kaverne.
Erozija vzdolž apnenčastih obal, predvsem v tropih, proizvaja kraške pojave kot so ostre čeri nad normalnim dosegom morja in spodrezani primeri, ki so večinoma posledica biološke aktivnosti ali bioerozije na ali malo nad srednjo morsko gladino. Nekatere izmed najbolj dramatičnih formacij je mogoče videti v tajskem zalivu Phangnga in zalivu Ha Long v Vietnamu.
Kalcijev karbonat se raztopi v vodi kadar voda prinaša nekaj raztopljenega ogljikovega dioksida. Reke, ki nastanejo iz izvirov lahko povzroči lehnjakove terase, ki sestoji iz plasti kalcita deponiranega na rastlinju v daljšem časovnem obdobju. V jamah različne oblike imenujemo kapniki, narejeni z odlaganjem kalcijevega karbonata in drugih raztopljenih mineralov.

## Hidrologija
Pri kmetovanju na kraških območjih je treba upoštevati pomanjkanje površinske vode. Tla so lahko dovolj plodna in padavine lahko primerne, vendar deževnica hitro ponika skozi razpoke v tla in včasih pusti površino tal izsušeno tudi med deževjem.
Reka s kraškim izvirom običajno teče po neprepustni podlagi kraškega polja, na stiku z apnencem pa ponikne v tla. Tako mesto imenujemo požiralnik, ponikev ali jamski ponor, če voda izginja v jamo. Reke v kraških območjih lahko izginejo v podzemlje večkrat in spet na različnih mestih privrejo na dan. Reke pri tem lahko spreminjajo imena (kot Ljubljanica, reka sedmerih imen). Ob obilnejših padavinah lahko nastanejo tudi kraška jezera.
Oskrba z vodo iz vodnjakov na krasu je lahko nevarna, saj lahko voda teče neovirano skozi podzemlje mimo normalnega filtriranja in se pojavi v poroznem vodonosniku. Kraške oblike imajo visoko stopnjo vpojnosti, zaradi česar je zmanjšana možnost filtriranja. Vrtače se pogosto uporabljajo za kmetovanje ali celo odlagališče odpadkov. Preobremenjene ali nedelujoče greznice v kraški pokrajini pomenijo, da gredo odplake direktno v podzemne kanale.
Kras predstavlja tudi težave za človeka. Vrtač se lahko postopoma razvijejo v odprtine, saj je progresivna erozija nevidna in strop podzemne jame se nenadoma zruši. Takšni dogodki so lahko katastrofalni. 13. februarja 2014 se propad take vrtače pogoltnil 8 redkih Corvette v muzeju Corvette v Bowling Green, Kentucky.

## Pomembne kraške pokrajine
Seznam kraških pokrajin po svetu je na 
Največje območje apnenčastega krasa na svetu je avstralska ravnina Nullarbor.
Slovenija je najbolj ogrožena na svetu zaradi obsežnih podzemnih sistemov na kraškem območju. Na njem ločimo dva tipa reliefa: Visoki dinarski kras (Javorniki, Hrušica, Nanos, Trnovski gozd, Banjšice in Snežnik) in Nizki dinarski kras (svet podolij in dolin: Notranjsko podolje, Matarsko podolje, Pivška kotlina).
Drugo tako izpostavljeno območje je zahodni Highland Rim v vzhodnem delu ZDA.
Chocolate Hills na Filipinih je tudi pomembno kraško območje. To so stožčasti kraški hribi razširjeni na območju otoka imenovanega Bohol.

## Zgodovina raziskav in zgodnje teorije
Leta 1689 je Janez Vajkard Valvasor, pionir preučevanje krasa v Sloveniji in član Kraljeve družbe Royal Society for Improving Natural Knowledge, London, je predstavil besedo kras  evropskim znanstvenikom, ko je opisal pojav podzemnih tokov rek na območju Cerkniškega jezera.
Predvsem je treba omeniti J. N. Nagla, ki je leta 1784 po naročilu cesarja Franca I. opisal in orisal nekaj kraških jam. Prvo teorijo o nastanku krasa je leta 1781 postavil Ljubljančan Tobias Gruber; danes velja, da je on samo zapisal teorijo, ki jo je baje zasnoval njegov brat Gabriel, znan po Gruberjevem prekopu pri Ljubljani. Gre za »udorno teorijo«, po kateri so se stropi starejših jam zrušili nad rekami, ki so tekle pod njimi: tako se da razlagati pronicanje vode in njeno vračanje na plano, pa tudi vrtače. Tobias Gruber je leta 1781 prvi podal opis Cerkniškega jezera, ki je še danes znanstveno sprejemljiv. Na žalost njegovo preučevanje krasa ni imelo velikega odmeva v javnosti.
Drugo teorijo o nastanku krasa je postavil Baltazar Hacquet leta 1778. To je »korozijska teorija«, po kateri je kras nastal zaradi preperevanja apnencev. Zanimivo je, da je že takrat Hacquet spoznal, da je deževnica kislina, ki razjeda apnenec v kamnu, česar takratni znanstveniki niso sprejeli in so zato njegovo teorijo ovrgli. Šele veliko let pozneje so razne študije pokazale pravilnost te teorije, a Hacquetovo ime je bilo skoraj prezrto.
Leta 1893 je Jovan Cvijić v svojem Das Karstphänomen razvil teorijo holo-karst kot tip, ki ga najdemo vzdolž vzhodnega Jadrana in mero-karst kot nepopolno razvit z nekaterimi kraškimi oblikami, kot tip krasa, ki je v vzhodni Srbiji. Trdil je, da je večina vrst dolin "diagnostičnih kraških reliefnih oblik", ustvarjenih z razpadom kamnin.

## Kraška območja
Ozemlje na jugozahodu Slovenije, ki je dalo krasu ime, je znano pod imenom Kras (tudi Tržaški kras), toda to ni edino kraško ozemlje v Sloveniji. Najnovejše raziskave kažejo, da v Sloveniji kras prekriva 49,7 % celotne površine države. Največje kraško območje obsega kras v apnencu, ki predstavlja 24,6 % celotne površine Slovenije, kras v dolomitu obsega 12.4 % površja, kras v mešani litologiji apnenca in dolomita pa se pojavlja na 1,9 % površine Slovenije.  Kras v relativno čistih karbonatnih kamninah, tj. apnencih in dolomitih, torej predstavlja 38,9 % slovenskega ozemlja. Kras se v manjši meri pojavlja še v klastičnih karbonatnih kamninah (5,1 % ozemlja), v flišu, ter kot pokriti kras (skupaj 5,8 %).
Kras je pri nas razvit na različnih litologijah, ki po starosti segajo od devona do miocena ter tudi mlajših karbonatnih brečah in konglomeratih. Kras delimo na tri večje enote: Alpski kras, Dinarski kras ter Predalpski vmesni in osamljeni kras. 
Slovenski kras je med najbolj raziskanimi kraškimi področji na svetu.
Razen Slovenije, je tudi vsa obala Balkanskega polotoka iz apnenca, od Istre pa do Albanije in Grčije, s skupnim imenom Dinarski kras. Začenja se že v Sloveniji z Notranjskimi planotami in v Istri, nato se nadaljuje preko otokov in vse Dalmatinske obale do Grčije. Je najobsežnejše kraško področje v Evropi. Poznamo ga pod raznimi lokalnimi imeni, tako ločimo Istrski kras, Liburnijski kras v Dalmaciji, Bosanski kras, Vjetrena brda v Črni gori, Kučaj v Srbiji, Albansko gorstvo in peloponeško pokrajino. Značilnost Dinarskega krasa je obilje kraških polj. Naj omenimo na primer Kopajsko polje v Grčiji, kjer so že v 19. stoletju izkopali odtočni prekop, ki je polje popolnoma izsušil in omogočil obdelovanje tal.
Popolnoma brez kraškega ozemlja je sploh malo evropskih držav - Finska, Danska in Nizozemska. Evropski kras je zelo raznolik, saj ne zajema samo apnenčastih tvorb, kot jih poznamo na Slovenskem. Največja evropska jama v sadri je (Optimističeska jama v Ukrajini).
Kraška ozemlja niso samo v Sloveniji in Evropi, pač pa so razširjena skoraj povsod po svetu. Najobširnejši področji sta na Kitajskem (600.000 km² površine) in v Avstraliji (500.000 km²).